# Zwentibold lotaringiai király
Szent Zwentibold (871. január 1. – 900. augusztus 13.) Arnulf keleti frank király törvénytelen gyermeke volt.

## Élete
893-ban Arnulf felesége, Ota, törvényes utódot hozott a világra: Lajost, a későbbi IV. Lajos keleti frank királyt. 895. májusában Arnulf, aki akkor keleti frank király volt, kinevezte Zwentiboldot, feltehetően kárpótlásképpen, Lotaringia királyának és május 14-én vagy 30-án megkoronázták.
A helyi nemesség ellenállását Arnulf Herman kölni és Ratbod trieri érsekek támogatásával letörte, ezzel is előkészítve Lotaringia integrálását a Keleti Frank Királyságba.
Miután elfoglalta a trónt, Zwentibold beavatkozott a Nyugati Frank Királyság utódlási vitájába: a trónért Odó, Párizs grófja és a későbbi III. Károly nyugati frank király között. A két trónkövetelő azonban hamarosan szövetkezni kezdett Zwentibold ellen, mivel az magának akarta megszerezni a nyugati frank királyságot.
Mivel Zwentibold uralkodása során a hűtlen helyi nemesség helyett a köznépet támogatta, állandóan felkelésekkel kellett szembenézni és elég népszerűtlen uralkodó volt a nemesség szemében. Miután 899-ben apja meghalt, a gyermek Lajos foglalta el a keleti frank királyság trónját. Zwentibold megpróbálta kihasználni az alkalmat és megteremteni a Lotaringiai Királyság függetlenségét, de a helyi nemesek fellázadtak és követséget küldtek Lajoshoz. 900-ban a szomszédos Hainaut-i grófság uralkodója, I. Reginár fellázadt Zwentibold ellen és a mai Susteren közelében vívott csatában legyőzte és megölte. 900. augusztus 13-án halt meg, halála után a katolikus egyház szentté és mártírrá avatta.
Zwentibold halála után Lajos uralkodott Lotaringiában is, de kis kora miatt nem tudta egyben tartani a birodalmat. 904-ben Lotaringia Gerhardt gróf kezébe került, aki hamarosan hercegi címet kapott.

## Családja
897-ben vette feleségül Odát, I. Ottó szász herceg lányát.

## Fordítás
- Ez a szócikk részben vagy egészben  a   Zwentibold című angol Wikipédia-szócikk fordításán alapul.  Az eredeti cikk szerkesztőit annak laptörténete sorolja fel. Ez a jelzés csupán a megfogalmazás eredetét és a szerzői jogokat jelzi, nem szolgál a cikkben szereplő információk forrásmegjelöléseként.

## Lásd még
- Lotaringia uralkodóinak listája
- Lotaringia történelme